# Принцип айсберга
Принцип айсберга (англ. iceberg theory), теория бездействия (англ. theory of omission) — художественный приём, заключающийся в том, что на открытом уровне произведения содержится лишь небольшое количество информации, необходимой для понимания его идеи, в то время как большая её часть неявна, скрыта. Художественный приём, основанный на «принципе айсберга», впервые ввёл в литературу американский писатель Эрнест Хемингуэй. Этот принцип отражал его эстетическую позицию, и к нему он неоднократно обращался в различные периоды своей жизни. Кроме Хемингуэя, принцип айсберга использовался в творчестве многих других писателей: Джерома Селинджера, Джона Апдайка, Уильяма Фолкнера, Джона Стейнбека и других. Подобная техника характерна не только для литературы, но и для других видов искусства — живописи, фотографии, кинематографа и т. д. Также используется в психологии, журналистике и других областях человеческой деятельности.

## История
Художественный приём получил название по аналогии с айсбергом, у которого около 90 % объёма находится под водой, и лишь 10 % над водой. В соответствии с этой метафорой произведение искусства изображает только видимую часть, а невидимую, то есть подтекст, реципиенту (читателю) необходимо понять самостоятельно. Принцип айсберга сводится к тому, что в литературном произведении не требуется детально описывать всё, что писатель знает по поводу происходящего в романе, так как читатель должен видеть лишь самую верхушку айсберга и домыслить всё то, что эксплицитно на уровне текста не выражено. Таким образом недоговорённость преобразуется в подтекст; предполагается, что некоторая недосказанность со стороны автора может произвести гораздо большее впечатление, чем самые детализированные описания и разъяснения.
Художественный приём, основанный на «принципе айсберга», впервые ввёл в литературу американский писатель Эрнест Хемингуэй. Этот принцип отражал его эстетическую позицию, и к нему он неоднократно обращался в различные периоды своей жизни. Литературоведы считают, что приверженность данной эстетической теории со стороны прозаика обусловлена его журналистской деятельностью, которой он занимался, прежде чем стать профессиональным писателем. Начав писать рассказы, он сохранил этот минималистичный, сдержанный стиль прозы, сосредоточившись на внешних элементах и не затрагивая явным образом важные, глубинные темы. Хемингуэй считал, что более глубокий смысл истории должен не лежать на поверхности, а проявляться неявно. В автобиографической книге о жизни в Париже в 1920-е годы «Праздник, который всегда с тобой» Хемингуэй вспоминал по поводу окончания «простого рассказа» «Конец сезона» (англ. Out of Season) из сборника рассказов «В наше время», что он убрал «настоящий финал», в котором старик повесился: «Я отбросил его, исходя из своей новой теории, что можно опустить что угодно, если опускаешь сознательно, и опущенный кусок усилит рассказ, заставит людей почувствовать больше того, что они поняли». В связи с выработанным писателем художественным приёмом получили известность его программные слова из книги «Смерть после полудня», изданной в 1932 году. Они во многом характеризуют его отношение к литературному мастерству и поэтике его произведений:
Если писатель хорошо знает то, о чём пишет, он может опустить многое из того, что знает, и если он пишет правдиво, читатель почувствует всё опущенное так же сильно, как если бы писатель сказал об этом. Величавость движения айсберга в том, что он только на одну восьмую возвышается над поверхностью воды.
О повести «Старик и море» (1952) писатель говорил, что в ней отражены те темы, которыми он хорошо владел: «моря, рыбная ловля, рыбаки…», но если бы он стал на этом подробно останавливаться, то книга получилась бы неоправданно объёмной с художественной точки зрения. В связи с этим он подчёркивал: «И тогда я всё это опустил. Все истории, которые я знал о рыбацкой деревушке, я опустил. Но то, что я знал, составило подводную часть айсберга». Эту же метафору о соотношении айсберга и литературы писатель повторил в 1960 году в беседе с советским журналистом Генрихом Боровиком: «На видимую часть его семь частей скрыты под водой. Это его основание, и оно придает силу и мощь той верхушке, что видят люди. Чем больше вы знаете, чем больше „под водой“, тем мощнее ваш айсберг…» По оценке французского писателя Фредерика Бегбедера, наибольшее выражение принцип айсберга был достигнут в самом большом романе Хемингуэя — «По ком звонит колокол» (1940), так как если бы в нём американский мастер не придерживался этой техники, то с учётом «резервов» книга получилась в десять раз больше.
Кроме Хемингуэя, «принцип айсберга» использовали многие писатели: Джером Селинджер, Джон Апдайк, Уильям Фолкнер, Джон Стейнбек и другие авторы. Считается, что скрытый подтекст применял Антон Чехов в своих произведениях — ещё до того, как концепция айсберга была выдвинута Хемингуэем. Российский биограф американского классика Максим Чертанов (Мария Кузнецова) приводит показательные слова Чехова: «Когда я пишу… я вполне рассчитываю на читателя, полагая, что недостающие в рассказе субъективные элементы он подбавит сам». Русский писатель является признанным мастером в области использования подтекста, а современная проза, по мнению исследователей, если «говорить о технике подтекста, очень многим обязана именно Чехову-новеллисту». Однако заслуга Хемингуэя в этой области заключается в том, что он, применяя «принцип айсберга», «развил в своих новеллах ассоциативные связи, опираясь на подтекст и совокупность художественных приёмов и средств». По наблюдению И. Л. Финкельштейна, подтекст — подводная часть «айсберга» — в его произведениях занимал столь значительное место, что «образовывал второй и притом чрезвычайно важный план рассказа, не только не совпадавший с первым, но часто как бы и противоречивший ему». Его подтекст находился в тесной взаимосвязи с текстом, так что замысел автора можно было «прочесть» только посредством текста: «Это и было новаторством Хемингуэя: особая двуплановая структура прозы и экономная, но хорошо разработанная система изобразительных средств…»
Техника, использующая элементы «теории айсберга», характерна не только для литературы, но и для других видов искусства — живописи, фотографии, кинематографа и т. д. Также используется в психологии, журналистике и других областях.